# I'm Not a Robot
Pour la chanson de Marina and the Diamonds, voir I Am Not a Robot.
I'm Not a Robot (hangeul : 로봇이 아니야 ; RR : Robosi aniya, littéralement « Je ne suis pas un robot ») est une série télévisée sud-coréenne créée par Han Hee et diffusée entre le 6 décembre 2017 et le 25 janvier 2018 sur MBC.

## Synopsis
Kim Min-kyu (Yoo Seung-ho) vit une vie isolée en raison d'une allergie sévère aux autres personnes. Il développe des éruptions cutanées extrêmes qui se propagent rapidement sur tout son corps une fois qu'il est en contact avec la peau humaine. Jo Ji-ah (Chae Soo-bin) est une femme qui essaye de gagner sa vie en créant ses propres entreprises et en inventant des objets. Cependant, après une rencontre avec Min-kyu, elle finit par prétendre être un robot à la place du supposé robot Aji 3. Le robot Aji 3 a été développé par l'ex-petit ami de Ji-ah, le professeur Hong Baek-kyun (Um Ki-joon) et son équipe. Le robot devait être testé par le génie Min-kyu, mais un accident a causé un dysfonctionnement de la batterie du robot. Comme Baek-kyun a modelé le robot d'après ses souvenirs de Ji-ah, l'équipe finit par la recruter pour prendre la place d'Aji 3.

## Distribution

### Acteurs principaux
- Yoo Seung-ho : Kim Min-gyoo
- Chae Soo-bin : Jo Ji-ah / Aji 3
- Um Ki-joon : Hong Baek-gyoon

### Acteurs secondaires

#### L'équipe de Santa Maria
- Park Se-wan : « Pie » Angela Jin (30 ans)
- Song Jae-ryong : « Hok-tal » Kang Dong-won (33 ans)
- Kim Min-kyu : « Ssan-ip » Eddie Park (31 ans)

#### KM Financial
- Kang Ki-young : Hwang Yoo-chul
- Hwang Seung-eon : Ye Ri-el
- Son Byong-ho : Hwang Do-won
- Lee Byung-joon : Ye Sung-tae
- Lee Hae-Young : Mr. Yoon

#### Les gens autour de Min-kyu
- Um Hyo-sup : Dr Oh
- Kim Ha-kyun : le maître d'hôtel Sung

#### Les gens autour de Ji-ah
- Seo Dong-won : Jo Jin-bae
- Lee Min-ji : Sun-hye
- Yoon So-mi : Hong-ju
- Lee Han-seo : Jo Dong-hyun

## Production

### Musique
1. Something, de Sung-hoon (Brown Eyed Soul)
2. Know Me (날 알아줄까), de Stella Jang
3. Words Of Your Heart (마음의 말), de Kim Yeon-ji
4. Loving A Thing With All One's Heart (마음 다해 사랑하는 일), de Damsonegongbang
5. Here I Stand (여기 서 있어), de Juniel
6. Slow Down (천천히 할래), de Vincent Blue

### Fiche technique
- Titre original : 로봇이 아니야
- Titre international et français : I'm Not a Robot
- Création : Han Hee
- Réalisation : Jeong Dae-yoon
- Scénario : Kim Seon-mi et Lee Suk-joon
- Production : Yoo Hyun-jong

Production déléguée : Kim Jin-chun
- Société de production : May Queen Pictures
- Société de distribution : Munhwa Broadcasting Corporation
- Pays d'origine :  Corée du Sud
- Langue originale : coréen
- Format : couleur - Dolby Digital
- Genre : comédie romantique de science-fiction
- Durée : 32 x 30 minutes (Viki) ; 16 x 62 minutes (Netflix)
- Dates de première diffusion :
  - Corée du Sud : 6 décembre 2017 sur MBC
  - France : 27 février 2019 sur Netflix

## Classements
Dans le tableau ci-dessous, les chiffres bleus représentent les scores, et les chiffres rouges représentent les plus hauts scores.
| Nb. d'épisodes | Date de diffusion originale | Audience moyenne | Audience moyenne            | Audience moyenne | Audience moyenne            |
| Nb. d'épisodes | Date de diffusion originale | Scores TNmS      | Scores TNmS                 | AGB Nielsen      | AGB Nielsen                 |
| Nb. d'épisodes | Date de diffusion originale | National         | Région de la capitale Séoul | National         | Région de la capitale Séoul |
| -------------- | --------------------------- | ---------------- | --------------------------- | ---------------- | --------------------------- |
| 1              | 6 décembre 2017             | 4,0 %            | 4,4 %                       | 4,1 %            | 4,5 %                       |
| 2              | 6 décembre 2017             | 4,3 %            | 5,1 %                       | 4.5%             | 5.3%                        |
| 3              | 7 décembre 2017             | 3,3 %            | 3,9 %                       | 3,0 %            | 3,6 %                       |
| 4              | 7 décembre 2017             | 3,4 %            | 4,0 %                       | 3,1 %            | 3,7 %                       |
| 5              | 13 décembre 2017            | 3,0 %            | 3,4 %                       | 2,8 %            | 3,2 %                       |
| 6              | 13 décembre 2017            | 3,4 %            | 3,7 %                       | 3,1 %            | 3,4 %                       |
| 7              | 14 décembre 2017            | 4,3 %            | 5,1 %                       | 2,9 %            | 3,7 %                       |
| 8              | 14 décembre 2017            | 4.8%             | 5.5%                        | 3,4 %            | 4,0 %                       |
| 9              | 20 décembre 2017            | 3,4 %            | 4,1 %                       | 2,6 %            | 3,3 %                       |
| 10             | 20 décembre 2017            | 3,9 %            | 4,5 %                       | 3,3 %            | 3,8 %                       |
| 11             | 21 décembre 2017            | 2.7%             | 3.1%                        | 2,6 %            | 3,0 %                       |
| 12             | 21 décembre 2017            | 3,3 %            | 4,2 %                       | 3,2 %            | 4,1 %                       |
| 13             | 27 décembre 2017            | 3,1 %            | 3,2 %                       | 2.4%             | 2.5%                        |
| 14             | 27 décembre 2017            | 3,7 %            | 3,9 %                       | 2,7 %            | 2,8 %                       |
| 15             | 28 décembre 2017            | 3,1 %            | 3,7 %                       | 2,8 %            | 3,4 %                       |
| 16             | 28 décembre 2017            | 3,3 %            | 3,8 %                       | 3,1 %            | 3,6 %                       |
| 17             | 3 janvier 2018              | 3,3 %            | 3,4 %                       | 3,3 %            | 3,5 %                       |
| 18             | 3 janvier 2018              | 3,9 %            | 4,2 %                       | 3,6 %            | 3,9 %                       |
| 19             | 4 janvier 2018              | 3,3 %            | 3,9 %                       | 2,5 %            | 3,3 %                       |
| 20             | 4 janvier 2018              | 3,8 %            | 4,0 %                       | 3,5 %            | 3,7 %                       |
| 21             | 10 janvier 2018             | 3,9 %            | 4,5 %                       | 3,0 %            | 3,6 %                       |
| 22             | 10 janvier 2018             | 4,5 %            | 4,8 %                       | 4,0 %            | 4,3 %                       |
| 23             | 11 janvier 2018             | 3,3 %            | 3,8 %                       | 2,9 %            | 3,4 %                       |
| 24             | 11 janvier 2018             | 3,8 %            | 4,0 %                       | 3,9 %            | 4,1 %                       |
| 25             | 17 janvier 2018             | 3,9 %            | 4,4 %                       | 3,0 %            | 3,5 %                       |
| 26             | 17 janvier 2018             | 4,4 %            | 4,8 %                       | 3,6 %            | 4,0 %                       |
| 27             | 18 janvier 2018             | 3,2 %            | 4,1 %                       | 2,5 %            | 3,4 %                       |
| 28             | 18 janvier 2018             | 3,6 %            | 4,3 %                       | 3,2 %            | 3,9 %                       |
| 29             | 24 janvier 2018             | 3,2 %            | 3,5 %                       | 3,9 %            | 4,2 %                       |
| 30             | 24 janvier 2018             | 3,7 %            | 3,9 %                       | 4,3 %            | 4,5 %                       |
| 31             | 25 janvier 2018             | 3,3 %            | 3,6 %                       | 3,1 %            | 3,4 %                       |
| 32             | 25 janvier 2018             | 3,9 %            | 4,1 %                       | 3,4 %            | 3,6 %                       |
| Moyenne        | Moyenne                     | 3.6%             | 3.9%                        | 3.2%             | 3.7%                        |

## Diffusion internationale
- ABS-CBN (2018)
- Oh!K
- Willax Televisión (2018)
- Star Chinese Channel / Star Entertainment Channel (2018)
- Teleamazonas (2018)
- Pasiones USA (2018)
- Pasiones Amérique latine (2018)